# GAZ-3120 Kombat
GAZ-3120 Kombat – rosyjski samochód terenowy produkowany od 2000 roku przez koncern GAZ.